# Гуннеманния
Гуннеманния (лат. Hunnemannia) — род травянистых растений семейства Маковые (Papaveraceae). Произрастает в Мексике в горной местности пустыни Чиуауа. Названа в честь английского букиниста, ботаника и коллекционера Джона Гуннеманна (1760—1839), который работал в Лондоне как агент по продаже гербариев, а также ввёл в культивирование многие виды растений.

## Виды
Род Гуннеманния включает два вида:
- Hunnemannia fumariifolia Sweet — Гуннеманния дымянколистая
- Hunnemannia hintoniorum G.L.Nesom — Гуннеманния Хинтона